# Andrzej Boreyko
Andrzej Boreyko (ur. 22 lipca 1957 w Leningradzie) – dyrygent polsko-rosyjskiego pochodzenia. Dyrektor artystyczny Filharmonii Narodowej w Warszawie.

## Życiorys
Jego ojciec, wykładowca Uniwersytetu Adama Mickiewicza w Poznaniu, był Polakiem, matka jest Rosjanką. W dzieciństwie mieszkał w Polsce i polski był jego pierwszym językiem, ale edukację odebrał w ZSRR.
Studiował kompozycję i dyrygenturę w Konserwatorium Leningradzkim u Jelizawiety Kudriawcewej i Aleksandra Dmitriewa. W 1991 roku przeprowadził się do Polski i przez cztery lata był dyrektorem artystycznym Filharmonii Poznańskiej.
Od września 2012 do czerwca 2017 dyrektor muzyczny Orchestre National de Belgique. Pod jego kierownictwem zespół rozwinął swoją działalność zarówno w kraju, jak i za granicą, harmonijnie łącząc w koncertach tradycyjnych repertuar z nowatorskimi, różnorodnymi programami, obejmującymi również nowe kompozycje zamawiane u twórców na całym świecie (m.in. u pochodzącego z Gruzji Gii Kanczelego, z Turcji – Fazıla Saya czy z Belgii – Frederika Neyrincka). Artysta był także dyrektorem odbywającego się w Bozar festiwalu poświęconego w każdym sezonie innemu kompozytorowi.
We wrześniu 2014 Andrzej Boreyko objął ponadto stanowisko dyrektora muzycznego Naples Philharmonic na Florydzie; pełni też funkcję pierwszego dyrygenta gościnnego Orquesta Sinfõnica de Euskadi (San Sebastian). Zapraszany jest również do współpracy z innymi zespołami. W Ameryce Północnej poprowadził New York Philharmonic, Los Angeles Philharmonic, orkiestry symfoniczne z Cleveland, Fladelfii, Chicago, Bostonu, San Francisco, Baltimore, Pittsburgha i Montrealu. W ostatnim sezonie (2016/2017) odbyły się ponownie pod jego dyrekcją koncerty orkiestr symfonicznych z Toronto i Detroit oraz na festiwalach Aspen i Ravinia Festival (Chicagowska Orkiestra Symfoniczna). Artysta dyryguje licznymi wielkimi dziełami repertuaru symfonicznego, jest także oddanym propagatorem mniej znanych kompozycji. Z dużym uznaniem spotkało się jedno z najbardziej oczekiwanych wydarzeń muzycznych sezonu 2014/2015 w Stanach Zjednoczonych – pierwsze amerykańskie wykonanie IV Symfonii Henryka Mikołaja Góreckiego z udziałem Los Angeles Philharmonic pod dyrekcją Boreyki, który również poprowadził – z London Philharmonic Orchestra – światowe prawykonanie tego dzieła (kwiecień 2014) oraz jego pierwsze nagranie (Nonesuch Records).
W Europie dyrygent współpracował z takimi zespołami, jak Berliner Philharmoniker, Deutsches Symphonie-Orchester Berlin, Müncher Philarmoniker, Staatskapelle z Drezna, Gewandhausorchester z Lipska, Wiener Symphoniker, Filarmonica della Scala, Koninklijk Concertgebouworkest z Amsterdamu, Orchestre de Paris, Tonhalle-Orchester Zürich, London Symphony Orchestra, orkiestra Philharmonia i Rotterdams Philharmonisch Orkest. Wśród jego bieżących i planowanych występów znajdziemy z kolei koncerty z Rundfunk-Sinfonieorchester Berlin, Konzerthausorchester Berlin, Royal Stockholm Philarmonic Orchestra, Gothenburg Symphony Orchestra, Bamberger Symphoniker, Orchestra del Maggio musicale Fiorentino, Orchestre Philharmonique de Radio France i Nederlands Philarmonisch Orkest.
Boreyko we wcześniejszych latach był m.in. dyrektorem muzycznym Düsseldorfer Symphoniker (2009–2014), pierwszym dyrygentem Jenaer Philarmonie (później – dyrygent honorowy zespołu), Winnipeg Symphony i Berner Sinfonieorchester. Artysta, jako pierwszy w historii tego wyróżnienia, otrzymywał przez trzy kolejne sezony nagrodę Deutscher Musikverleger-Verband za nowatorskie programy koncertowe. Występował też z wieloma polskimi orkiestrami symfonicznymi, m.in. z WOSPR (obecnie NOSPR), Filharmonią Narodową, orkiestrą Teatru Wielkiego w Warszawie, Filharmoniami w Łodzi, Bydgoszczy, Krakowie, Wrocławiu, Białymstoku, Lublinie.
2 września 2019 roku zaczął pełnić funkcję dyrektora artystycznego Filharmonii Narodowej w Warszawie.
Jego sztukę dyrygencką cechuje ukierunkowanie na popularyzowanie muzyki rosyjskiej i polskiej, szczególnie skomponowanej od pierwszej połowy XX wieku. Chętnie dyryguje też utworami Karola Szymanowskiego.
Obszerna dyskografia Boreyki zawiera cenne albumy nagrane z ówczesną Radio-Sinfonieorchester Stuttgart des SWR (był jej pierwszym dyrygentem gościnnym); Lamentate Pärta i VI Symfonię Silwestrowa (ECM Records), a także światową premierę fonograficzną oryginalnej wersji suity Szostakowicza z opery Lady Makbet mceńskiego powiatu (Hänssler Classic). Z Düsseldorfer Symphoniker artysta utrwalił symfonię Manfred Czajkowskiego, a z Los Angeles Philharmonic – Łańcuch II Lutosławskiego (Yarlung Records). Obecnie kontynuuje, z Orchestre National de Belgique, realizację obszernego projektu nagraniowego obejmującego komplet symfonii Szostakowicza (wcześniej, z Radio-Sinfonieochester Stuttgart des SWR, zarejestrował I, IV, VI, IX I VX Symfonię tego kompozytora).